# 深圳安車特大國家標準詐欺案
深圳安車特大國家標準詐欺案為中華人民共和國於2015年9月份全國範圍內爆發的特大詐欺案，屬於智慧型犯罪、集體犯罪。深圳安車公司(粤ICP备14005652号-2)為生產汽車環保檢測大型商用儀器的廠商，在中國大陸範圍的市占率就達到82%，並有外銷國際。

## 案情
2014年初安車公司意圖股票上市，卻遭同行檢舉該公司有諸多問題，一時引起報導卻並未引起較大關注。
2014年APEC會議期間北京與周邊城市實施空氣汙染管制措施，並於2015年抗戰勝利大閱兵期間再次實施，過程中發現大量的民間車輛廢氣排放指標高於甚至遠高於國家標準，卻能拿到每年定檢證書在路上行駛，國家開始介入調查，以往常見的現象是地方較偏遠的檢查站一線操作人員收取紅包後放水，但手法較為隱晦通過車輛數也較少，照統計推算遠不及目前的黑車數，顯示有另一層面因素存在，因為2009年後全國已經強制實施檢測站儀器電腦化，檢測過程由電腦全程操作並數據即時傳輸到省環保局備查，大量減少了一線工作員操作的程序，要在電腦上作假也不是普遍低教育的檢測站人員能達成，甚至高階的駭客都很難入侵檢測主機改寫程式。
央視2015年9月12日播出由暗訪偷拍製作的專題報導，發現案情真相是行業居領導地位的深圳安車全公司集體造假詐欺，在電腦程式撰寫階段就預留後門，並明白告知下游檢測商數據可以由特製程式調整，供其向車主索取紅包之用，甚至超標達5倍的車輛都能通過，並告知各省環保局的監控端主機也是由其生產，絕對萬無一失。由於有此項「加值功能」導致其產品銷售一路長紅，劣幣驅逐良幣，其他較小廠商也必須跟進增加後門作弊功能否則無法銷售，國家標準全面崩壞。